# Prendre l'argent et fuir
Pour les articles homonymes, voir Take the Money and Run.
Prendre l'argent et fuir ou Prenez l'argent et filez ! pour le Canada francophone (Take the Money and Run) est un jeu vidéo sorti en 1978 sur Odyssey²/Videopac. En Europe, la cartouche de jeu porte le numéro 12.

## Synopsis
Les habitants du monde futuriste de Keynesium sont admiratifs de ce qu'était la vie économique au 20e siècle. Afin d'étudier le fonctionnement de ce système, ils ont créé une arène électronique peuplée de robots nommés gains, crédits, placements, pertes, vols, impôts et inflation. Deux joueurs de cette époque y ont également été téléportés. Ils vont devoir remporter cette simulation économique s'ils souhaitent retourner un jour chez eux...

## Système de jeu
Deux joueurs s'affrontent dans un labyrinthe peuplé de robots représentant les « agents économiques ». Chaque joueur commence avec un budget de 500 000 $ qu'il doit faire fructifier en attrapant les robots blancs tout en évitant les robots rouges qui les poursuivent. Le gagnant est le premier à atteindre un capital de 1 000 000 $.
Philips annonçait plus d'un billion de combinaisons possibles pour les labyrinthes générés aléatoirement, soit la possibilité de jouer pendant 2 000 ans sans voir deux fois le même labyrinthe.

## Accueil
Le jeu se voulait éducatif, évoquant des principes d'économie et Keynes. De l'aveu du programmeur, Ed Averett, c'est ce qui a fait que les ventes ont été médiocres.
Prendre l'argent et fuir a été comparé à un Pac-Man avant l'heure. Son système de jeu où le joueur évolue à l'intérieur d'un labyrinthe de murs, ramassant de l'argent et évitant les robots, ou les attrapant lorsqu'ils deviennent vulnérables, est très proche de celui du futur succès d'arcade.